# Латинизация имён
Латинизация имён — воспроизведение нелатинского названия/имени в латинском стиле. Обычно производится с личными именами, топонимами и в стандартной научной биномиальной номенклатуре, биологической систематике и т.д.

## История
В эпоху Римской империи был распространен перевод названий на латинский (на Западе) или греческий (на Востоке) языки. Кроме того, латинизированные версии греческих существительных, особенно имена собственные, могли легко склоняться носителями латыни с минимальной модификацией исходного слова.
В средневековье, после падения Римской империи, главным носителем латинского языка стала Римско-Католическая церковь, для которой он был основным. В этот период большинство европейских ученых были священниками и образованные люди говорили на латыни, которая в результате прочно утвердилась как научный язык Запада.
В Новое время Европа в значительной степени отказалась от латыни как научного языка, но некоторые области знаний по традиции используют латинскую терминологию. Поскольку западная наука стала доминирующей в XVIII-XIX веках, использование латинских названий в этих областях стало всемирным стандартом.

### Имена людей
Латинизация часто использовалась в классической литературе эпохи Возрождения в подражание античным авторам. Имена, используемые гуманистами Ренессанса, были в основном переводами оригинальных фамилий с местных языков, иногда с игрой слов. Такие имена могли быть прикрытием скромного социального происхождения.
Латинизация могла осуществляться:
- преобразованием в латинское звучание: Джабир → Габер
- добавлением латинского суффикса: Meibom[нем.] → Meibomius (Мейбомий)
- переводом значения: Jäger[нем.] («охотник») → Venator (Венатор)
- переводом какого-либо атрибута человека: Родом из Неймегена → Noviomagus (Новиомаг)

### Топонимы
Во многих языках часто встречаются географические названия в латинизированной форме. Это признак их происхождения из древних текстов, в которых топонимы были написаны на латыни.
Примерами подобных названий для стран и регионов являются:
- Эстония (эст. Eesti, нем. Estland — «Земля эстов»)
- Ливония (лив. Līvõmō, нем. Livland — «Земля ливов»)
- Ингрия (фин. Inkerinmaa, нем. Ingermanland — «Земля ижорцев»)

### Научные термины
В научном обороте основной целью латинизации является создание общепризнанного международного названия. Это обычная практика для научной терминологии.
Например, Ливистона — род пальм, получивший название в честь Патрика Мюррея, лэрда Ливингстонского (1632—1671), собравшего в своём саду свыше тысячи различных растений — является латинизацией имени шотландского клана Ливингстон.
В астрономии используется система именования звезд Байера, при которой каждой звезде присваивается комбинация греческой буквы и имени соответствующего созвездия на латыни в родительном падеже:
- α Centauri — рус. Альфа Центавра
- τ Ceti — рус. Тау Кита

### Другое
Автомобильная марка Audi (лат. audi → слушай) — латинизированная форма фамилии основателя компании Августа Хорьха (от глагола нем. hören → слушать).